# Kasjin

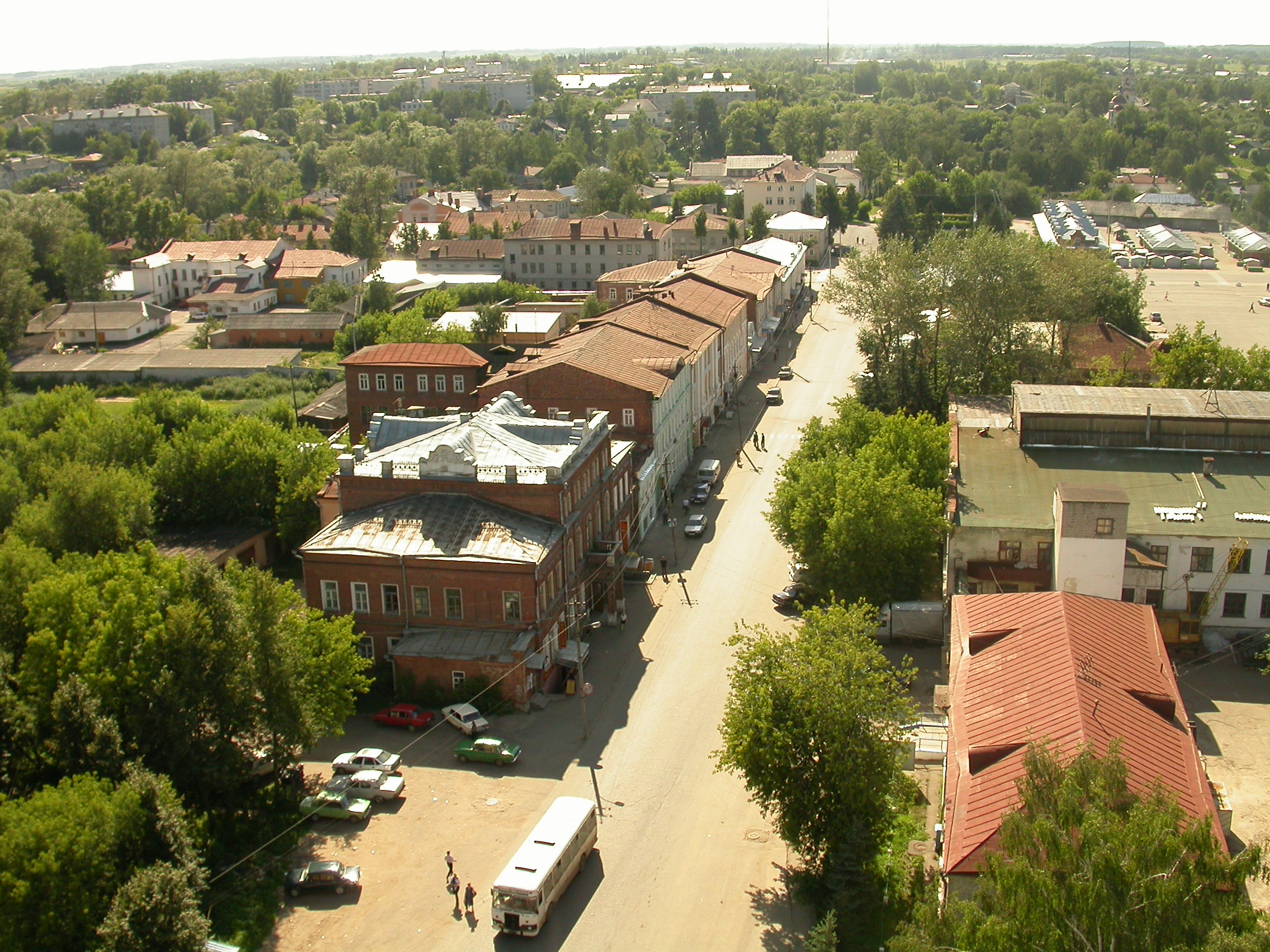
Utsikt över Kasjin från tornet i Återuppståndelsedomkyrkan.

Kasjin (ryska: Кашин) är en stad i Tver oblast i Ryssland. Staden ligger vid floden Kasjinka (en biflod till Volga) och hade 15 029 invånare i början av 2015.
I Kasjin dog Erik XIV:s och Karin Månsdotters son Gustav. Han ligger även begraven utanför staden, på en idag okänd plats. 1610 besöktes hans grav av den svenska fältherren Jakob De la Gardie efter att han intagit Moskva i mars samma år.